# Caerwent
Caerwent is een dorp in de regio Monmouthshire in Zuid-Wales in Groot-Brittannië met 1.791 inwoners (2011). Het ligt ongeveer 8 kilometer ten westen van Chepstow. Het dorp werd gesticht door de Romeinen als marktstad Venta Silurum in het gebied waar de Keltische stam Siluren verbleef. Van de Romeinse stad zijn nog significante resten te zien, waaronder de tot vijf meter hoge stadsomwalling en fundamenten van de forum-basilica, de Romeins-Keltische tempel en van enige huizen en winkels.
In de Romeinse tijd en in de vroege Middeleeuwen was het dorp een belangrijke plaats doordat het op een knooppunt van wegen ligt tussen belangrijke steden.
De huidige hoofdstraat door het dorp volgt de oude Romeinse oost-west weg; de andere straten volgen niet de Romeinse plattegrond. In het centrum van de Romeinse stad lag de 2e-eeuwse forum-basilica, ten noorden van de moderne begraafplaats en de middeleeuwse kerk St Stephen and St Tathan.
In de late elfde eeuw werd door de Normandiërs op de zuidoostelijke hoek van de Romeinse omwalling een motte gebouwd. Deze was vergeleken met de Romeinse omwalling relatief klein.
Zeker vanaf de tiende eeuw bevond zich in Caerwent een abdij. Het oudste deel van de kerk St Stephen and St Tathan dateert uit de dertiende eeuw.
Ten noorden van de kerk staat een oorlogsmonument ter herinnering aan de gevallenen van de Eerste Wereldoorlog. Het monument bestaat een vierkante basis met een obelisk waarop een bronzen lamp is bevestigd. Het monument is gebouwd op een Romeins fundament.

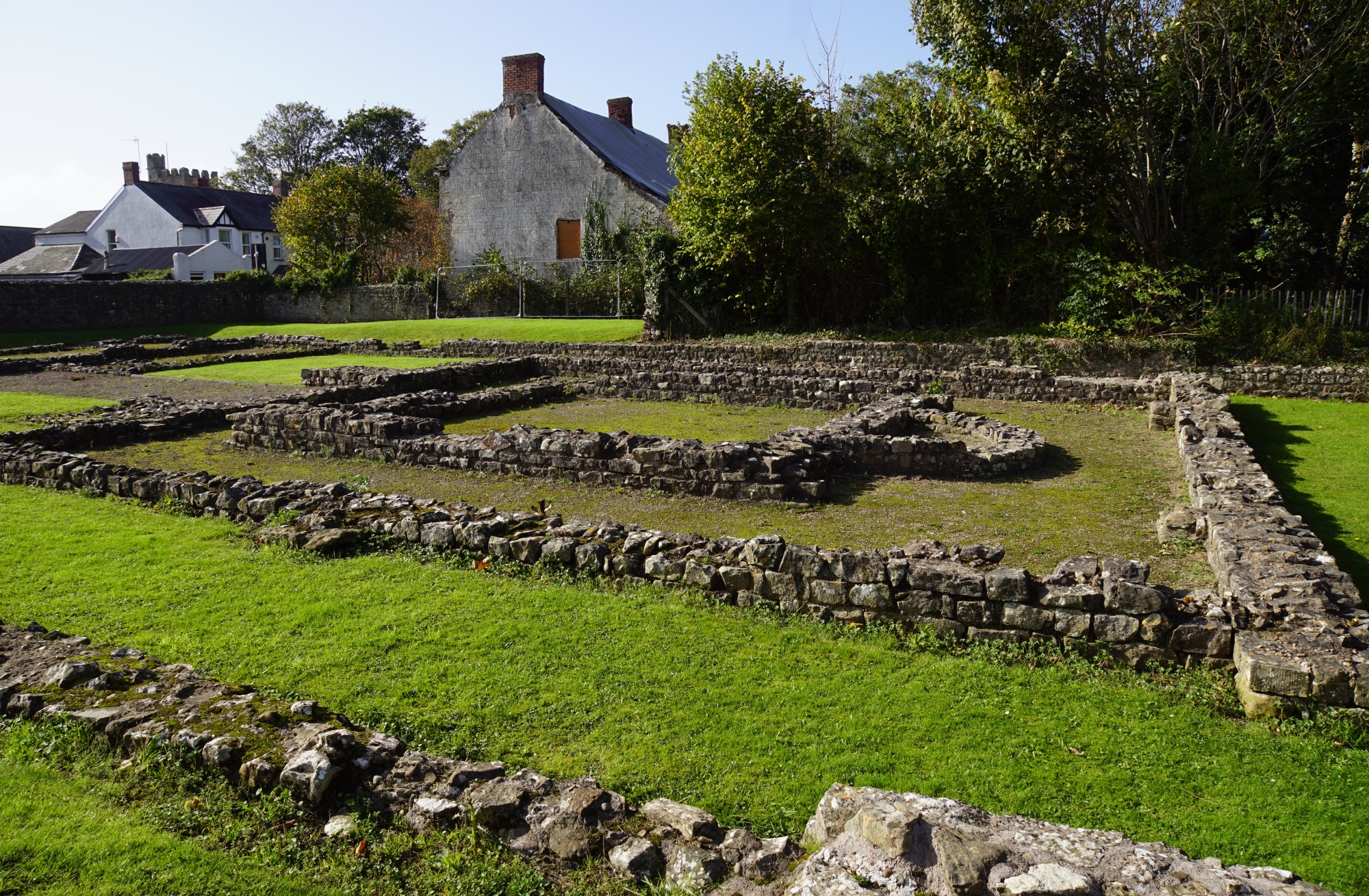
Romeins-Keltische tempel in Venta Silurum.
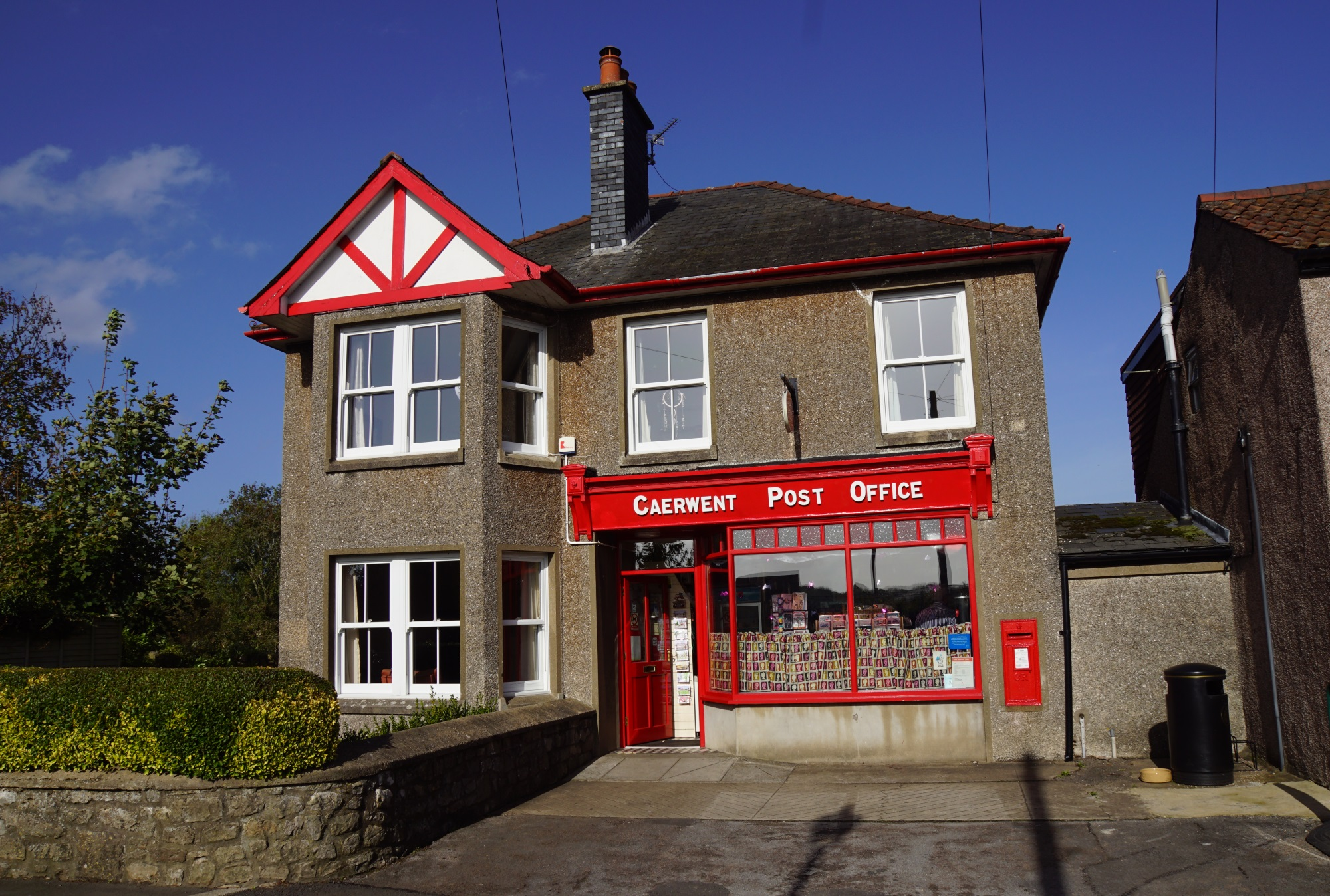
Postkantoor.
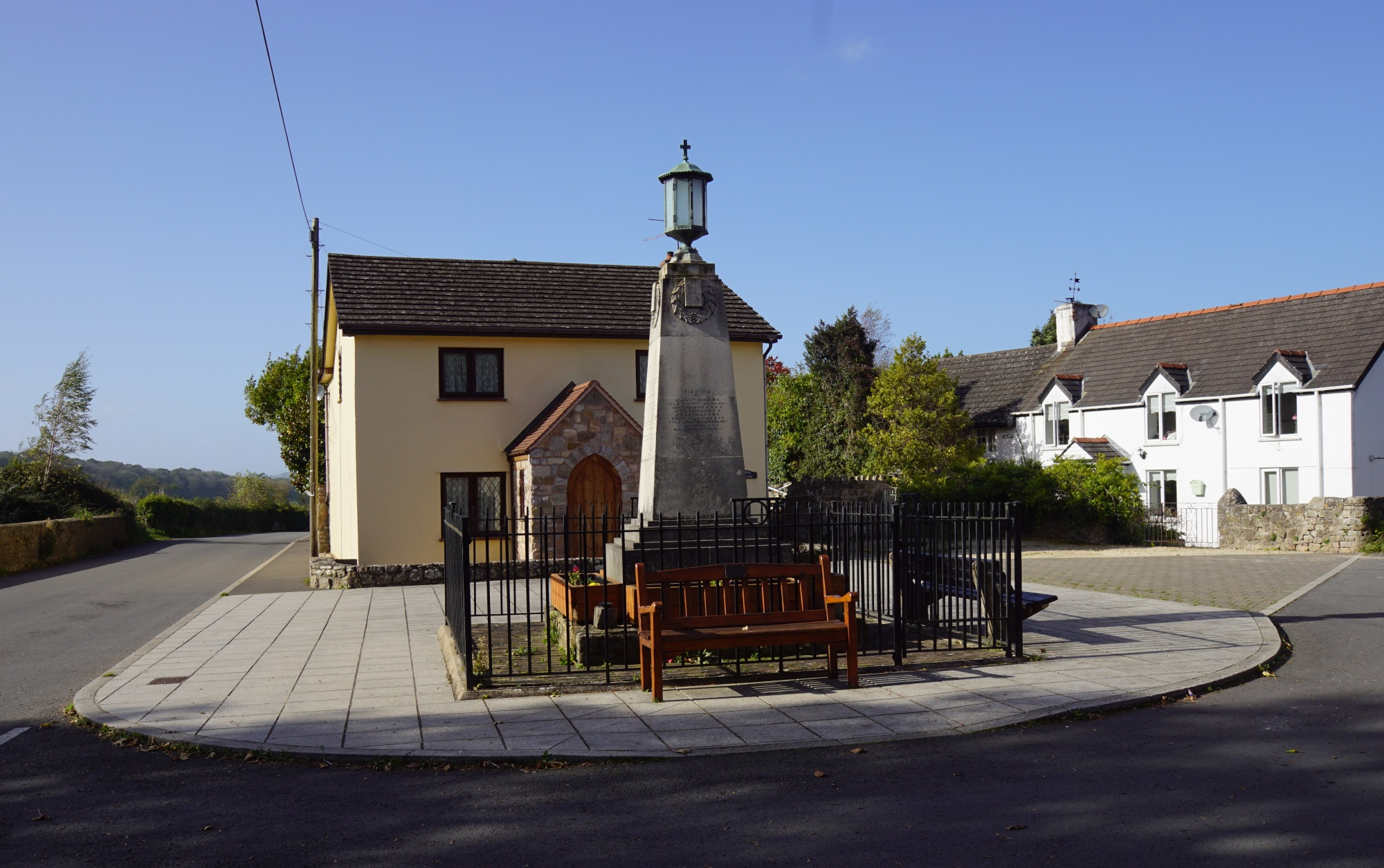
Oorlogsmonument ter herinnering aan de Eerste Wereldoorlog.
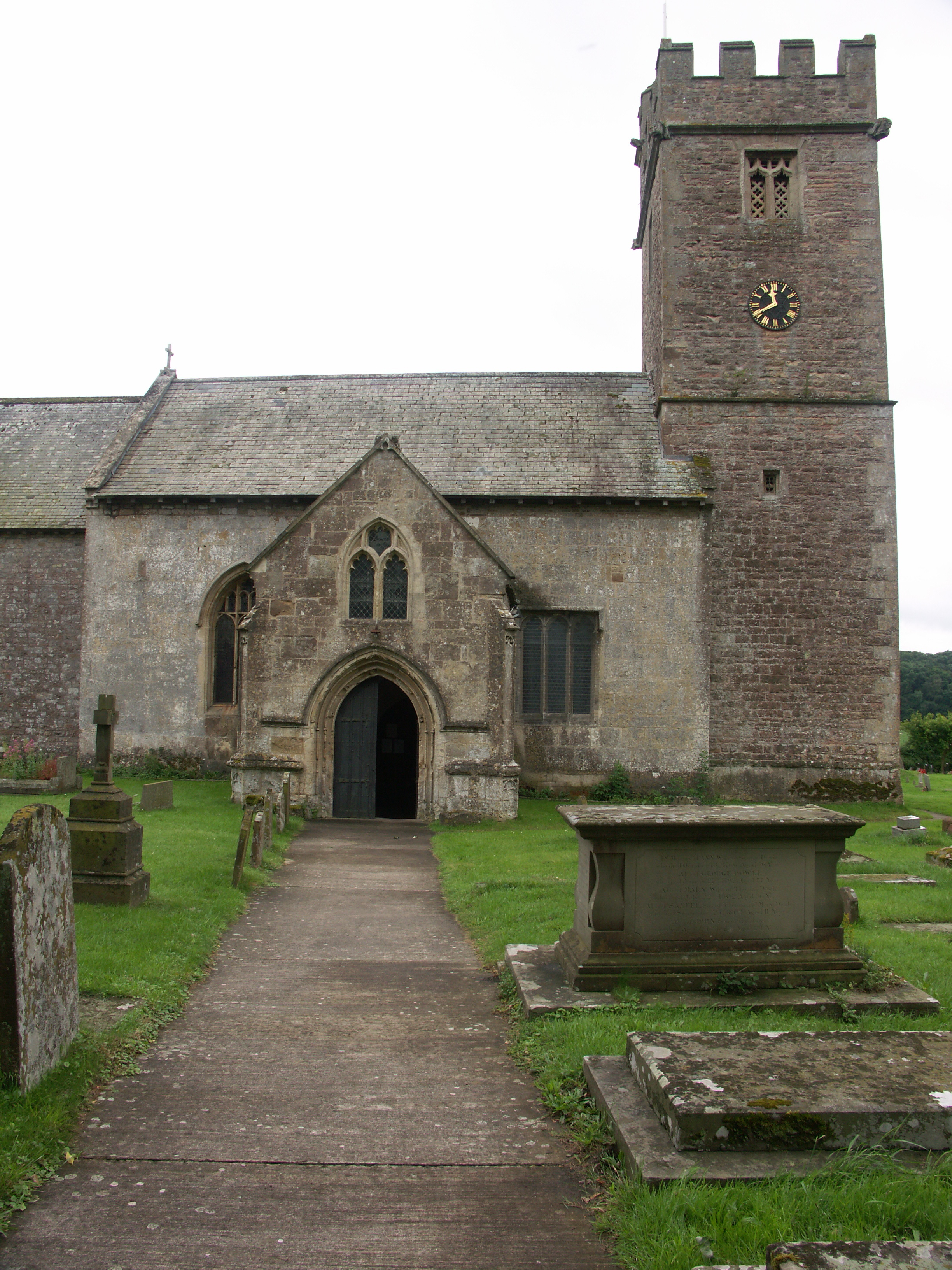
De kerk St Stephen and St Tathan.